# Sweet Exorcist
Albums de Curtis Mayfield
Got to Find a Way
(1974) There's No Place Like America Today
(1975)
Singles
1. Kung Fu
Sortie : 1974
2. Sweet Exorcist
Sortie : 1974

Sweet exorcist est un album de Curtis Mayfield sorti en 1974. L'album est classé à la 39e place du Billboard 200 et à la deuxième du Top R&B/Hip-Hop Albums aux États-Unis, et le single Kung Fu à la 40e place du Billboard Hot 100. Quatre morceaux du disque ont été écrits avant 1971, un a été écrit pour la bande originale du film Claudine sorti la même année,.

## Titres
1. Ain't got time
2. Sweet exorcist
3. To be invisible
4. Power to the people
5. Kung Fu
6. Suffer
7. Make me believe in you

## références
1. ↑  (en) Ron Wynn, « Curtis Mayfield. Sweet Exorcist », AllMusic
2. ↑  (en) « Curtis Mayfield Sweet Exorcist Chart History », Billboard.
3. ↑  (en) « Curtis Mayfield Chart History. Top R&B/Hip-Hop Albums », Billboard.
4. ↑  (en) « Curtis Mayfield Chart History. Billboard Hot 100 », Billboard.
5. ↑  (en) Russell Gersten, « Album review. Curtis Mayfield : Sweet Exorcist », Rolling Stone, 1er août 1974.
6. ↑  (en) Robert Christgau, « Curtis Mayfield ».